# México 2000
México 2000 es una película de ciencia ficción, crítica y sátira mexicana filmada en 1983, protagonizada por Chucho Salinas y Héctor Lechuga, dirigida por Rogelio A. González. Es una película cómica y de ciencia ficción donde se presenta a un México en el año 2000 sin problemas sociales, de alta cultura, sin contaminación y con sustentabilidad alimentaria. La película se compone a través de una serie de sarcásticas historias donde los personajes recuerdan lo que alguna vez fueron los problemas que aquejaban al país, como la educación, familia, seguridad, transporte y política.

## Sinopsis
La película transcurre en el año 2000, tras apelar en una junta de dioses que deciden la destrucción de la Humanidad, Hector Lechuga vestido de dios azteca que México es un ejemplo de que la raza humana puede cambiar y donde se puede apreciar el estilo de vida de los habitantes de la Ciudad de México, totalmente opuesto a lo que se vivía durante la década de los ochenta. La película recorre el estilo de vida del año 2000 donde los personajes van recordando como era México apenas unas décadas atrás, con infinidad de problemas sociales y políticos. En el primer año del siglo XXI todos los habitantes tienen trabajo, no existen los vagabundos, no existe la pobreza, se hablan 3 idiomas desde la escuela primaria, se exportan productos agrícolas a todo el mundo, los gringos se pasan de mojados, y extranjeros vienen a estudiar a México . Así mismo la cultura mexicana se ha expandido por todo el mundo pues es la cultura de la mayor potencia mundial. En fin los mexicanos son personas entusiastas, disciplinados, estudiosos, no existe el racismo, ni la pobreza ni desigualdad social. No existe la corrupción, ni la contaminación, ni el desempleo.
A su vez algunos personajes de la misma recuerdan como fue que llegaron hasta esa utopía en distintas facetas, un ejemplo, una madre de familia recuerda lo caótico que era dejar a los niños en la escuela mientras que ahora hasta hay filas ordenadas de vehículos e incluso la sociedad de padres de familia se pone de acuerdo en que haya clases en domingo, ese ejemplo le seguiría uno donde un inspector de salubridad inspecciona un puesto de 2 ciudadanos Americanos que llegaron a trabajar de "espaldas mojadas", otro es cuando 2 policías judiciales cometen abusos y arbitrariedades piensan que les iría realmente mal. Sin embargo recuerdan que se salvaron al ser degradados a policías de tránsito los cuales exhiben un comportamiento ejemplar, cuando detienen a un ciudadano por una falta menor aunque remarcan la falta como delito los policías amablemente bajan a los niños del vehículo y les regalan dulces, terminada la amonestación los niños regresan al auto y ahí acaba tranquilamente todo, otro es el de los astronautas que eran 2 señores de clase absolutamente baja que llegaron al espacio con su Cohete construido a base de lo que quedaba de una camioneta impulsada por fuegos pirotécnicos aunque uno de los 2 astronautas se pierde en el espacio y uno de sus hijos los recuerda con una estatua, otro más es el chofer del autobús que menciona que en los 80s, era un verdadero martirio ser chofer de un Metrobús o Ballena(como se les conocía a los camiones antes de la llegada de Ruta 100), mientras que para ese entonces ahora ser chofer era todo un privilegio ya que estaba en control de la municipalidad el transporte público incluso con azafata incluida y música clásica en vivo. Después Chucho Salinas personificando a un viejo sabio platica con un niño sobre la vida y le indica los valores que hicieron grande al país entre las más importante el respeto y la honestidad. Al final después de exhibir al México de ese año la máxima deidad decide personificado por Chucho Salinas no destruir a la Humanidad tras lo cual detrás de unas rocas recibe un paquete de billetes por parte del dios azteca personificado por Héctor Lechuga.

## Elenco
- Chucho Salinas
- Héctor Lechuga
- Rojo Grau
- Elizabeth Aguilar
- Miguel Gurza
- Humberto Gurza
- Jacqueline Hivet
- Dora Elsa Olea
- Tina Romero
- Lourdes Salinas
- Arturo Adonay
- Paco Moraita
- Olga Armendariz
- Fernando Yapur Chehuan
- Chava Godinez

## Enlaces
Claro Video (Gratis): https://www.clarovideo.com/mexico/vcard/Mexico-2000/718996
Liga rota: https://www.youtube.com/watch?v=X-xRCfdO9tU